# عبدالله‌آباد (محمودآباد)
عبدالله‌آباد روستایی در دهستان هرازپی شمالی بخش سرخرود شهرستان محمودآباد استان مازندران ایران است.

## جمعیت
بر پایه سرشماری عمومی نفوس و مسکن در سال ۱۳۹۵ جمعیت این مکان ۱٬۴۴۴ نفر (۵۱۸خانوار) بوده‌است.

## جغرافیا
روستای عبدالله آباد از جنوب با روستای فرامده از شرق با روستای تازه آباد و از غرب با روستای علی‌آباد و از شمال با روستای زردآب و معلم کلا همسایه می‌باشد.
- این روستا دارای مدرسه ابتدایی پسرانه و دخترانه و همچنین مدرسه راهنمایی پسرانه و دخترانه می‌باشد. از امکانات دیگر این روستا می‌توان به موارد زیر اشاره نمود:
  - جاده آسفالته داخل روستا (طرح هادی)
  - برق - آب وگاز لوله‌کشی - تلفن
  - مرکز بهداشت و درمان - خانه بهداشت
  - فروشگاه تعاونی - نانوایی - تعمیرگاه ماشین آلات کشاورزی و سواری - جوشکاری - سوپر مارکت
  - مرکز خدمات کشاورزی، بانک، شرکت تعاونی روستایی و دفتر مخابرات
  - دسترسی به وسائل نقیله عمومی و تاکسی تلفنی

## آثار تاریخی
سقانفار عبدالله آباد دوره قاجاریه ساخته شده و به ثبت (شماره ثبت: ۱۸۶۹۴ مورخه:۱۳۸۵/۱۲/۲۸) رسیده‌است.